# 911 (응급 전화번호)

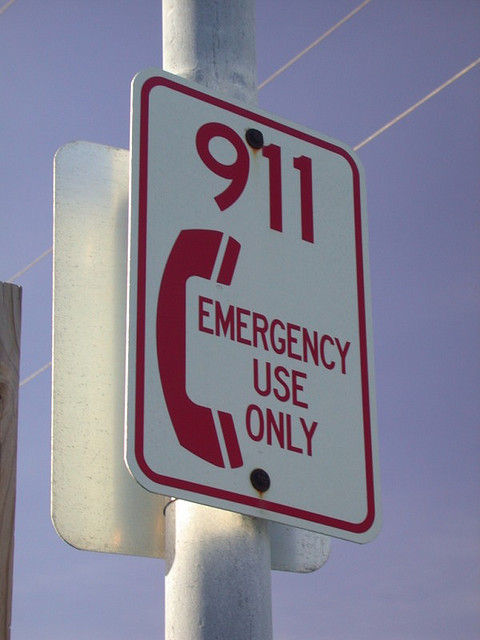
미국의 911 응급 전화번호 안내판.

911은 일부 국가에서 구급 · 소방 또는 경찰에 할당된 응급 전화번호이다.

## 사용하는 나라
- 가이아나
- 도미니카 공화국 (112를 쓰기도 함)
- 멕시코
- 미국 (오직 경찰 및 소방ㆍ구급)
- 대한민국 (2009년부터 2010년 후반까지 사용됨)
- 보츠와나 (997을 쓰기도 함)
- 아르메니아
- 에콰도르
- 엘살바도르
- 요르단 (112를 쓰기도 함)
- 우루과이
- 캐나다
- 코스타리카
- 파나마
- 파라과이
- 피지 (오직 경찰 및 구급)

## 같이 보기
- 응급 전화번호